# Takamasa Yamazaki
Takamasa Yamazaki (japanisch 山﨑 貴雅 Yamazaki Takamasa; * 17. März 1992 in Gifu) ist ein japanischer Fußballspieler.

## Karriere
Yamazaki erlernte das Fußballspielen in der Schulmannschaft der Gifu Technical High School und der Universitätsmannschaft der Senshū-Universität. Seinen ersten Vertrag unterschrieb er 2014 beim japanischen Regionallisten FC Kariya, wo er 12 Spiele absolvierte. 2015 wechselte er zum Zweitligisten Mito Hollyhock. Im Juli 2015 wurde er an den Kagoshima United FC und 2016 an den Vanraure Hachinohe verliehen. Im Februar 2018 wechselte er zu Saurcos Fukui und beendete im Juli desselben Jahres seine Karriere.